# José García Hernández
José García Hernández (Guadalajara, 19 de marzo de 1915-Madrid, 5 de febrero de 2000) fue un político y abogado español, que fue ministro de Gobernación y vicepresidente primero del gobierno de España entre el 3 de enero de 1974 y el 12 de diciembre de 1975.

## Biografía
De orígenes familiares humildes, destacó por sus resultados académicos tanto en el bachillerato como en la licenciatura de Derecho que estudió en la Universidad Complutense de Madrid. Se convirtió en abogado del Estado en 1941, ejerciendo como tal en las delegaciones de Hacienda de Cuenca, Guadalajara, y las asesorías jurídicas de los ministerios de Gobernación, Información y Turismo y Obras Públicas, donde se jubiló. Presidió la Diputación Provincial de Guadalajara (1941-1946) y fue gobernador civil de Lugo (1947-1949) y Las Palmas (1949-1951), cargo último que reemplazó por la Dirección General de Administración Local. De la misma manera, fue procurador de las Cortes franquistas, en las que fue presidente de la Comisión de Presupuestos durante más de un decenio.
Tras el asesinato de Carrero Blanco en diciembre de 1973, García Hernández formó parte de la terna que elevó el Consejo del Reino a Franco como candidatos a la presidencia del gobierno, junto a Carlos Arias Navarro y José Solís, en la que Arias era el único candidato real. En enero de 1974, al formar el nuevo gobierno, Arias lo nombró vicepresidente y ministro de Gobernación. Ambos habían coincidido años antes en sus etapas como gobernadores civiles.
Su gestión al frente del Ministerio de la Gobernación se caracterizó por un incremento del autoritarismo, marcado por las ejecuciones de Salvador Puig Antich y Heinz Chez (1974) y Ángel Otaegui Echevarría, José Humberto Baena Alonso, Ramón García Sanz, José Luis Sánchez Bravo y Juan Paredes Manot (1975). Estos últimos fueron procesados y condenados siguiendo un decreto-ley antiterrorista publicado por su Ministerio que autorizaba la celebración de consejos de guerra sumarísimos contra civiles por acciones armadas contra el régimen.
Fue cesado en diciembre de 1975 cuando se constituyó el primer gobierno de la Monarquía y sucedido por Manuel Fraga. Hasta su cese defendió la legalización del PSOE. Consejero-delegado del Banco Exterior de España, durante unos meses de 1976 y 1977 ocupó la presidencia. En 1978 presidió el consejo de administración de Naviera de Canarias S. A.